# Lipiec (Białoruś)
Lipiec (biał. Ліпец; ros. Липец) – wieś na Białorusi, w obwodzie mohylewskim, w rejonie mohylewskim, w sielsowiecie Machawa.
Wieś ekonomii mohylewskiej w drugiej połowie XVII wieku. 
Do 1917 położona była w Rosji, w guberni mohylewskiej, w powiecie bychowskim. Następnie w granicach Związku Sowieckiego. Od 1991 w niepodległej Białorusi.